# Nicolae Balaur
Nicolae Balaur (n. 17 octombrie 1939) este un chimist moldovean, specialist în biochimie, care a fost ales ca membru corespondent al Academiei de Științe a Moldovei.